# Rasina (fiume Italia)
La Rasina è un affluente di sinistra del fiume Chiascio che nasce dal monte Maggio, a 772 m s.l.m.
Il fiume si estende nel territorio di Gualdo Tadino e Valfabbrica, costeggiando la statale che da Gualdo Tadino porta a Perugia.